# Ngongos
Ngongos est un village de la région du Centre du Cameroun. Il est localisé dans l'arrondissement (commune) de Messondo. On y accède par la piste rurale qui lie Éséka à Song-Ntoume.

## Population et société
En 1963, la population de Ngongos était de 292 habitants. Ngongos comptait 264 habitants lors du dernier recensement de 2005. La population est constituée pour l’essentiel de Bassa.